# مارينا كار
مارينا كار (بالإنجليزية: Marina Carr)‏ هي كاتبة مسرحية ومؤلفة وكاتِبة أيرلندية، ولدت في 17 نوفمبر 1964 في مقاطعة أوفالي في جمهورية أيرلندا.